# はねだえりか
はねだ えりか（1973年3月7日 - ）は、日本のタレント。東京都中野区出身。アイドルグループCoCoの元メンバーである。所属事務所はプロダクション尾木 → ジャパン・ミュージックエンターテインメント（2005年10月独立）。デビュー当時の名前は「羽田恵理香」であったが、その後は「恵」の字を旧字体の「惠」に変更し、「羽田惠理香」と名乗っていた（いずれも現芸名と読みは同じ）。

## 略歴
筑波大学附属小学校を経て筑波大学附属中学校・高等学校卒業。
1988年、第2回全日本国民的美少女コンテスト本選に出場。姉からの他薦出場だった。
1989年、『パラダイスGoGo!!』（フジテレビ）の乙女塾に1期生で加入し、アイドルグループCoCoのメンバーとしてデビュー。プロダクション尾木（尾木プロ）に所属。
1991年、シングル「迷子にさせないで」でソロデビュー。
1994年、CoCo解散。タレントとしてソロ活動開始。その後数年間は引き続きプロダクション尾木に所属していた。
1995年、ERRYの名義でラップを歌ったこともある（文化放送のアナウンサー斉藤一美と、同じCoCoのメンバーであった宮前真樹との、"サイコガルバノメーター"というユニットのメンバーとして）。
2008年、唐津競艇場のオフィシャルサポーター（いわゆるイメージキャラクター）に就任。2009年、前年度に続き唐津競艇場のオフィシャルサポーターに就任。
2012年8月14日、自身のブログで結婚・妊娠を発表。11月26日、第1子となる男児を出産。
2013年、第1子出産を機に、芸名を平仮名の「はねだえりか」と改めたことを自身のブログで公表。改名の理由は「子供にも読み易いように」とのことである。
2016年、出演したフジテレビの『ノンストップ!』で、2012年に結婚を発表したパートナーと結婚はせず、未婚で第1子を出産したことを公表。
現在は芸能活動と並行して不動産関係の仕事も行っている。

## 人物・エピソード
- 兄弟は兄と姉がいる[3]。
- 性格は秘密主義で、また生真面目かつ完璧主義的なところがある。本人は自らの性格について「マジメ、勉強好き、頑固」と語っている[2]。
- 小さい頃は、母親から「これからの時代は女の子も手に職をつけなきゃダメ」と言われていたこともあり、薬剤師を目指していたという[11]。
- 名前を旧字体にした原因については、「親が名前の画数とかにうるさく、戸籍謄本を取りに行った際に確認したら「恵」が旧字体だったため、親が変更した」と語っている[2]。
- 歌番組や挨拶等、CoCoで誰か1人が代表して話す場面では、グループ代表としてその役を担当していた。
- 他の4人の突っ込みや弄りが頻繁にあり、ラジオでも過激な弄られ方をされていたため、ファンから「（羽田は）いじめられているのでは？」という投書があった。それについて本人は、「いじめられてるんじゃなくて、私が墓穴を掘りやすい発言をあまりにも多くするから突っ込まれやすいの。ご心配なさらず」と答えている。しかし、2016年放送のじっくり聞いタロウ〜スター近況（秘）報告〜で、グループ内でいじめられていた過去を告白した。ロケバスの中が嫌な雰囲気だったり、挨拶をしても機嫌が悪いと無視されたり、いじめの“首謀者”メンバーのファンがコンサート中、ソロパートを歌うはねだに生卵を投げてきたり、握手会で手をつぶす意図をもって強く握ってきたり、さまざまな嫌がらせを受けたという。しかし、いじめていたメンバーの具体名はピー音で消されていた[12]。
- ファンが名付けたものや、ラジオの寸劇から生まれたものを含め、愛称がメンバー内でダントツに多かった。また、寸劇にて「～でしゅ」という口調で話していた『惠理男（エリオ）』というキャラクターは人気が高く、惠理男をネタにした投書も多かった。また、ラジオが終わった後もごくたまにメンバーから惠理男の名前が出てきていた。
- CoCoで行っていたラジオ番組にて週番が上手くいかずに泣いていた大野幹代を元気づけたり、解散前に暗い雰囲気でリハーサルを行っている中、メンバーに明るく話し掛けたり場を盛り上げようとしたり、と面倒見の良い一面があった。
- 1991年に中野サンプラザにて行われたコンサートの本番、ステージ上で鮮やかに転ぶハプニングがあった。
- 1994年の解散コンサートの日程中には、声が出なくなるアクシデントがあった。
- 同時期に活躍していた男性アイドルグループ光GENJIの諸星和己から口説かれたことがあったが、羽田本人は諸星に対してそれほど興味を持っていなかったと後に『Oh!どや顔サミット』などで語っている[13]。
- 『スーパージョッキー』の人気コーナーだった「熱湯コマーシャル」を、ゲストとして2回やったことがある唯一のタレントである。
- 好きな教科は英語で[2]。嫌いな教科は社会[2]。好きな食べ物は梅干[2]。嫌いな食べ物はグリーンピース、ピクルス[2]。

## ディスコグラフィ

### シングル
|     | 発売日        | タイトル曲                             | カップリング曲         | レコード会社                                                     |
| --- | ------------- | -------------------------------------- | ---------------------- | ---------------------------------------------------------------- |
| 1st | 1991年9月21日 | 迷子にさせないで                       | 笑顔はポーカーフェイス | ポニーキャニオン                                                 |
| 2nd | 1992年7月17日 | 夢からさめないで-ツレちゃんのゆううつ- | With Me                | ポニーキャニオン                                                 |
| 3rd | 1996年7月25日 | SHA・LA・LA                            | 同 GOOD TIME RE-MIX    | イーストウェスト・ジャパン（現：ワーナーミュージック・ジャパン） |

## 出演
CoCo時代に出演した番組はCoCo (アイドルグループ)を参照。

### テレビ番組
- ミックスパイください（CBC）
- クイズ!年の差なんて（フジテレビ）
- どうぶつ奇想天外!（TBS）
- 進め!電波少年（日本テレビ）（ボリス・エリツィンにビンタをしたこともある。）
- 週刊スタミナ天国（フジテレビ。CoCo解散後もレギュラーで出演）
- TVおじゃマンモス（日本テレビ）
- OH!エルくらぶ（テレビ朝日）
- 山田邦子のしあわせにしてよ（TBS）
- 天才!ヒポカンパス（フジテレビ）
- ライオンのごきげんよう（フジテレビ）
- オールスター感謝祭（TBS）
- 超次元タイムボンバー（テレビ朝日）
- ごごいち（フジテレビ）
- ニュースプラス1・いちなな情報（日本テレビ）
- DAISUKI!（日本テレビ）（不定期出演）
- 東京最新版!（日本テレビ（ただし日本テレビ自体での放送はなく、系列局向けの番販のみ））
- にっぽん列島食と笑いと温泉巡り（旅チャンネル）
- 恋愛成就バラエティー 「幸せになりたいの(しあなり)」（2011年8月6日より毎週土曜日 20:00～、TOKYO MX）
- クイズ!脳ベルSHOW（2019年8月7日 - 8日、BSフジ）

### テレビドラマ
- 三姉妹物語（テレビ東京）
- ナショナル劇場（TBS）
  - 水戸黄門 第23部 第29話「葵の印籠が盗まれた!? -宇和島-」（1995年2月27日） - お咲 役
  - 水戸黄門外伝 かげろう忍法帖（1995年） - 蛍 役
- STATION 第2話（1995年、日本テレビ） - サリー小暮 役
- デッサン（1997年7月 - 9月、日本テレビ） - 遠山貴子 役
- 月曜ミステリー劇場 おばさん会長・紫の犯罪清掃日記!ゴミは殺しを知っている 第3作（2002年、TBS） - 中川樹里 役
- 事件記者 浦上伸介5（2007年） - 広川千里 役

### ラジオ
- MBSヤングタウン金曜日（MBSラジオ）
- パ・じゃま（MBSラジオ）
- コーシン・なおとのバチバチ電波注意報！～WANGAN ステーション（アール・エフ・ラジオ日本）

### 舞台
- 演劇×参加型ミステリー 三越劇場 怪事件推理 第3弾「奇術師たちと二つの迷宮」【眠り姫編】【隠れ姫編】（2025年3月8日・9日、三越劇場）[14]